# Ardagast
Ardagast (gr. Αρδάγαστος, VI w.) – wódz słowiańskiego plemienia Sklawinów, podwładny króla Musokiosa za panowania cesarza bizantyńskiego Maurycjusza, znany z relacji Teofilakta Symokatty.
W roku 585 poprowadził Sklawinów z zamieszkanych przez nich terenów nad dolnym Dunajem (tereny dzisiejszej Rumunii) z wyprawą łupieżczą na Bizancjum, został jednak pokonany przez wodza Komentiolusa pod Adrianopolem. W 591 (lub 593) roku został rozgromiony przez innego bizantyńskiego dowódcę Priskosa, który najechał terytoria Sklawinów. Ardagast ocalił wówczas życie, uciekając z pola bitwy.
Jego imię, zapisane w wymowie germańskiej, próbuje się odczytywać jako Radogost.